# خط طول 119° غرب
خط طول 119° غرب هو أحد خطوط الطول الجغرافية، والتي تمتد من القطب الشمالي الجغرافي إلى القطب الجنوبي الجغرافي، وحسب التحويل الزمني يتأخر خط طول 119° غرب عن خط غرينتش بـ7 ساعات و56 دقيقة.

## من القطب إلى القطب
ينطلق خط طول 119° غرب من القطب الشمالي نحو القطب الجنوبي مرورا بالمناطق التي ترد في الجدول التالي:
| الإحداثيات                           | البلد أو الإقليم أو البحر  | ملاحظات |
| ------------------------------------ | -------------------------- | --- |
| 90°0′N 119°0′W / 90.000°N 119.000°W  | المحيط المتجمد الشمالي     | |
| 77°19′N 119°0′W / 77.317°N 119.000°W | كندا                       | الأقاليم الشمالية الغربية — جزيرة الأمير باتريك |
| 76°8′N 119°0′W / 76.133°N 119.000°W  | Crozier Channel            | |
| 75°46′N 119°0′W / 75.767°N 119.000°W | كندا                       | الأقاليم الشمالية الغربية — Eglinton Island |
| 75°34′N 119°0′W / 75.567°N 119.000°W | مضيق مكلور [لغات أخرى]‏     | |
| 74°0′N 119°0′W / 74.000°N 119.000°W  | كندا                       | الأقاليم الشمالية الغربية — جزيرة بانكس |
| 72°40′N 119°0′W / 72.667°N 119.000°W | مضيق أمير ويلز [لغات أخرى]‏ | |
| 71°56′N 119°0′W / 71.933°N 119.000°W | كندا                       | الأقاليم الشمالية الغربية — جزيرة فيكتوريا (كندا) |
| 71°37′N 119°0′W / 71.617°N 119.000°W | خليج أموندسن               | |
| 69°16′N 119°0′W / 69.267°N 119.000°W | كندا                       | نونافوت الأقاليم الشمالية الغربية — من 67°29′N 119°0′W / 67.483°N 119.000°W, مرورا عبر the بحيرة الدب العظيم ألبرتا — من 60°0′N 119°0′W / 60.000°N 119.000°W كولومبيا البريطانية — لحوالي 2 km, من 53°14′N 119°0′W / 53.233°N 119.000°W Alberta — لحوالي 2 km, من 53°12′N 119°0′W / 53.200°N 119.000°W British Columbia — من 53°11′N 119°0′W / 53.183°N 119.000°W |
| 49°0′N 119°0′W / 49.000°N 119.000°W  | الولايات المتحدة           | واشنطن (ولاية) أوريغون — من 45°59′N 119°0′W / 45.983°N 119.000°W نيفادا — من 42°0′N 119°0′W / 42.000°N 119.000°W كاليفورنيا — من 38°18′N 119°0′W / 38.300°N 119.000°W |
| 34°4′N 119°0′W / 34.067°N 119.000°W  | المحيط الهادئ              | مرورا بشرق Santa Barbara Island, كاليفورنيا, الولايات المتحدة (في 33°28′N 119°2′W / 33.467°N 119.033°W) |
| 60°0′S 119°0′W / 60.000°S 119.000°W  | المحيط الجنوبي             | |
| 73°43′S 119°0′W / 73.717°S 119.000°W | القارة القطبية الجنوبية    | المطالب الإقليمية بالقارة القطبية الجنوبية |